# Вороблін
Вороблін (пол. Woroblin) — село в Польщі, у гміні Янів Підляський Більського повіту Люблінського воєводства. Населення — 97 осіб (2011).

## Історія
За даними етнографічної експедиції 1869—1870 років під керівництвом Павла Чубинського, у селі проживали лише греко-католики, які розмовляли українською мовою.
У 1975—1998 роках село належало до Білопідляського воєводства.

## Демографія
Демографічна структура станом на 31 березня 2011 року:
|          | Загалом | Допрацездатний вік | Працездатний вік | Постпрацездатний вік |
| -------- | ------- | ------------------ | ---------------- | -------------------- |
| Чоловіки | 48      | 10                 | 32               | 6                    |
| Жінки    | 49      | 9                  | 24               | 16                   |
| Разом    | 97      | 19                 | 56               | 22                   |